# Andreas Brünniche Schütz
Andreas Brünniche Schütz (7. marts 1805 i København -17. november 1884 sammesteds) var en dansk læge.
Schütz blev student 1822 fra Borgerdydskolen på Christianshavn og tog 1828 kirurgisk, 1830 medicinsk eksamen. Han viste anlæg for litterær virksomhed og var redaktør af sidste del af den 1825-32 udkomne Udvalgt Samling af Kobbere over udvortes Sygdomsformer, anatomiske Præparater og kirurgiske Instrumenter og Bandager (den tidligere del redigeredes af J.F. Reiersen), ligesom han var medredaktør af "Journal for Medicin og Kirurgi" (I-IX, 1833-35) og hertil leverede flere artikler. 
I 1833 blev han distriktslæge i København og erholdt 1838 regimentskirurgs karakter. På en udenlandsrejse i 1830'erne lagde han sig efter øresygdomme og optraadte derefter som den første danske specialist på dette område, hvor han også i den følgende tid virkede litterært i tidsskriftsafhandlinger. Under krigen 1848-50 fungerede han som militær overlæge ved forskellige lasaretter, 1851 blev han hofkirurg hos arveprins Ferdinand, samme år medlem af bestyrelsen for de militære underklassers pensionering og for invalideforsørgelsen, 1852 fik han titel af professor, 1853 blev han livlæge hos arveprinsen og hans gemalinde, 1859 etatsråd og 1881 kommandør af Dannebrog.